# へび (ライフゲーム)
へび (snake) とは、6ピクセルの固定物体である。

## グライダーとの衝突
グライダーと衝突する例を2つ挙げる。
これはブロック3個とブリンカー1個になる。
これはブロック1個になる。